# Evelyn Sears
Evelyn Georgianna Sears (ur. 9 marca 1875 w Waltham, zm. 10 listopada 1966 tamże) – amerykańska tenisistka, zwyciężczyni mistrzostw USA w grze pojedynczej i podwójnej.
Pochodziła z tenisowej rodziny, była spokrewniona z Eleonorą Sears i Richardem Searsem, również triumfatorami mistrzostw USA. Evelyn Sears wygrała ten turniej w grze pojedynczej w 1907, zostając pierwszą leworęczną mistrzynią. Przeszła przez turniej w dobrym stylu, nie przegrywając seta i tracąc jedynie 17 gemów w pięciu pojedynkach. W finale pokonała Carrie Neely. W 1908 jako obrończyni tytułu walczyła o końcowe zwycięstwo z triumfatorką turnieju pretendentek (challenge round) Maud Barger-Wallach, ulegając jej w trzech setach. W 1916 Sears była jeszcze w półfinale mistrzostw USA (obecnie US Open).
W parze z Margaret Curtis triumfowała w 1908 w mistrzostwach USA w grze podwójnej. Była członkinią Longwood Cricket Club.